# دوزندگان جنوبی
دوزندگان جنوبی (نام علمی: Aeshna cyanea) نام یک گونه از تیره دوزندگان آسیابک است.
این جانور بیشتر در اسکاتلند، جنوب اسکاندیناوی، ایتالیا، از شمال تا جنوب بالکان و مرکز شرقی رشته‌کوه اورال و همچنین شمال غربی آفریقا زندگی می‌کند. در مرکز اروپا نیز این این سنجاقک دیده می‌شود.

## نگارخانه

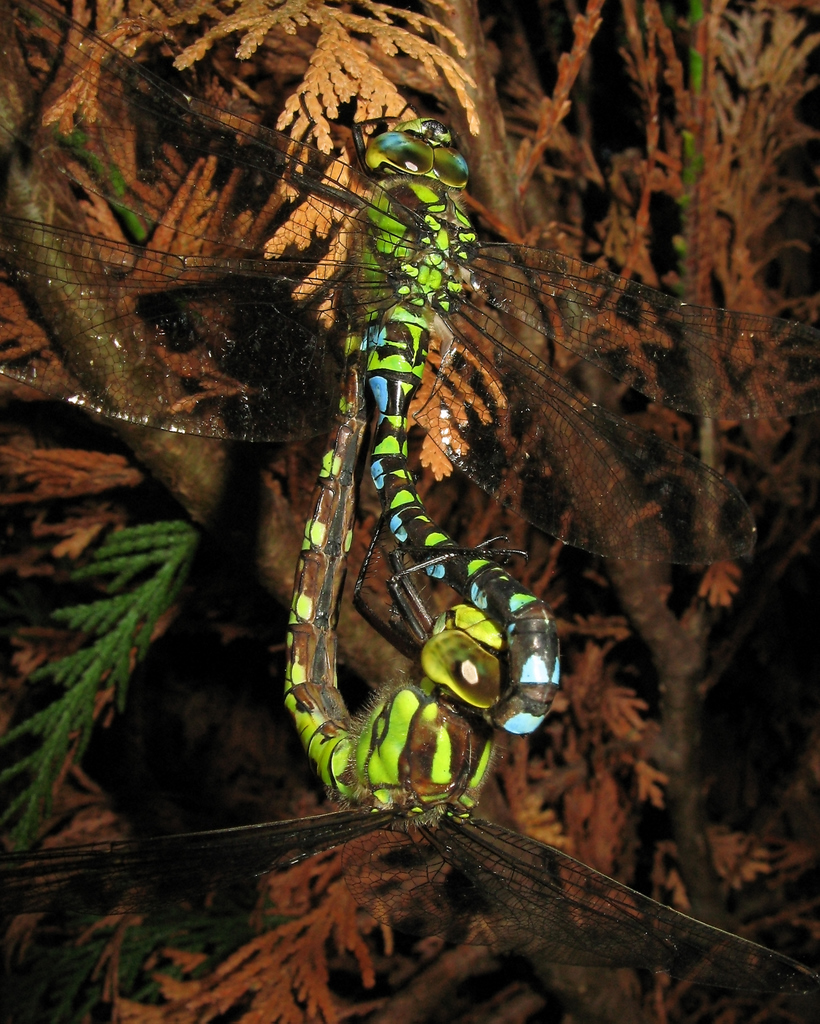
Mating
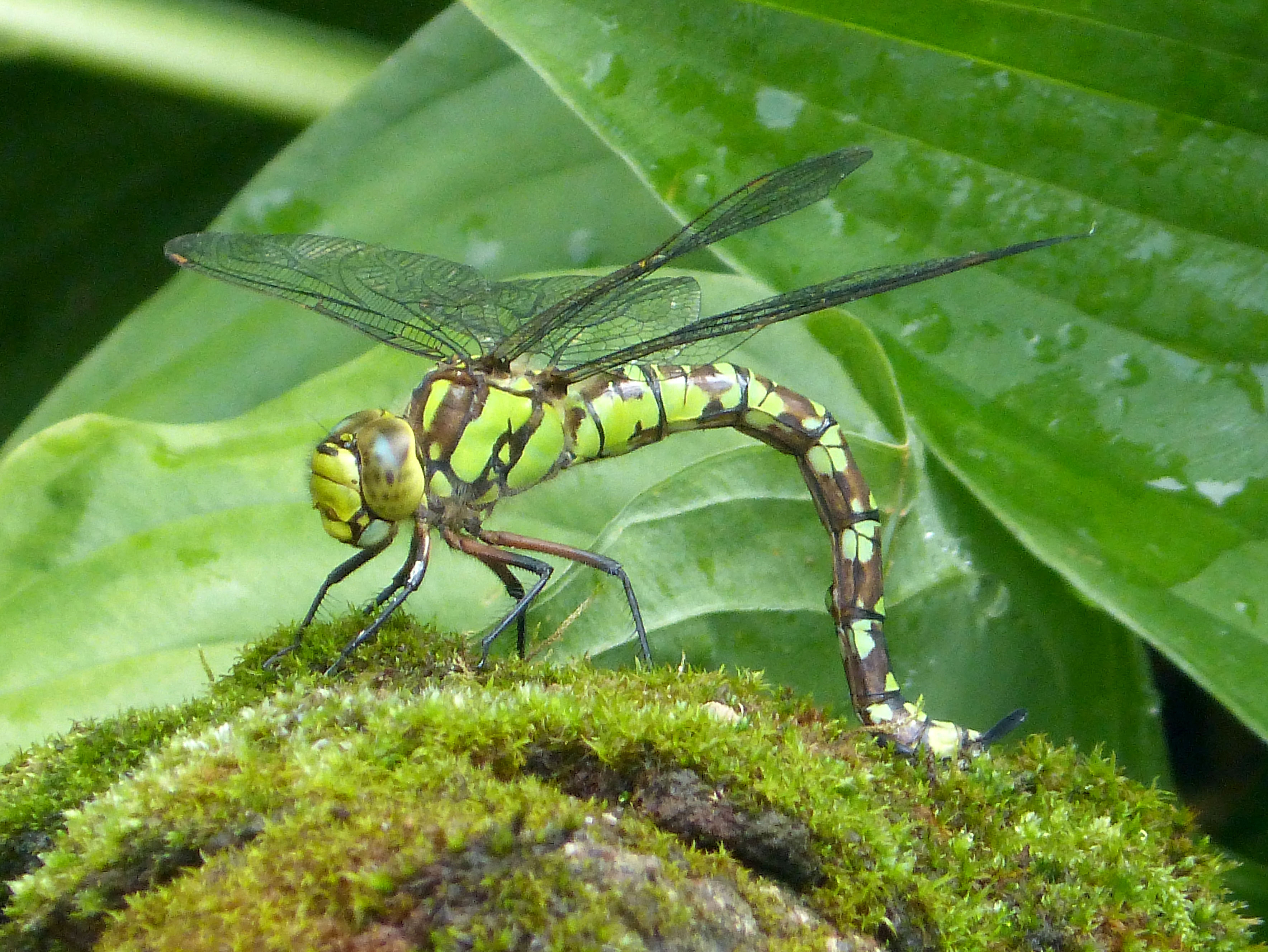
Female ovipositing
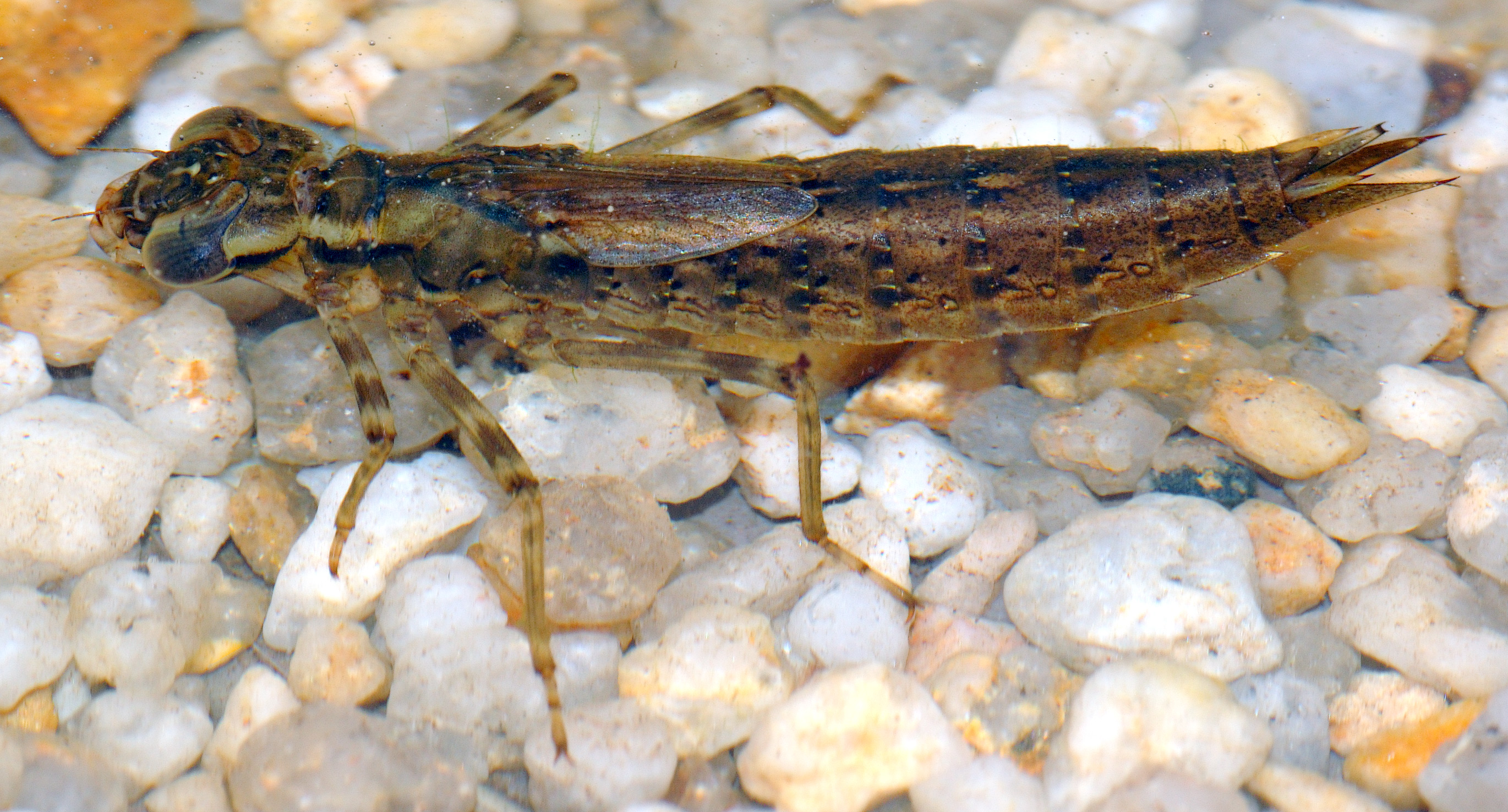
Larva
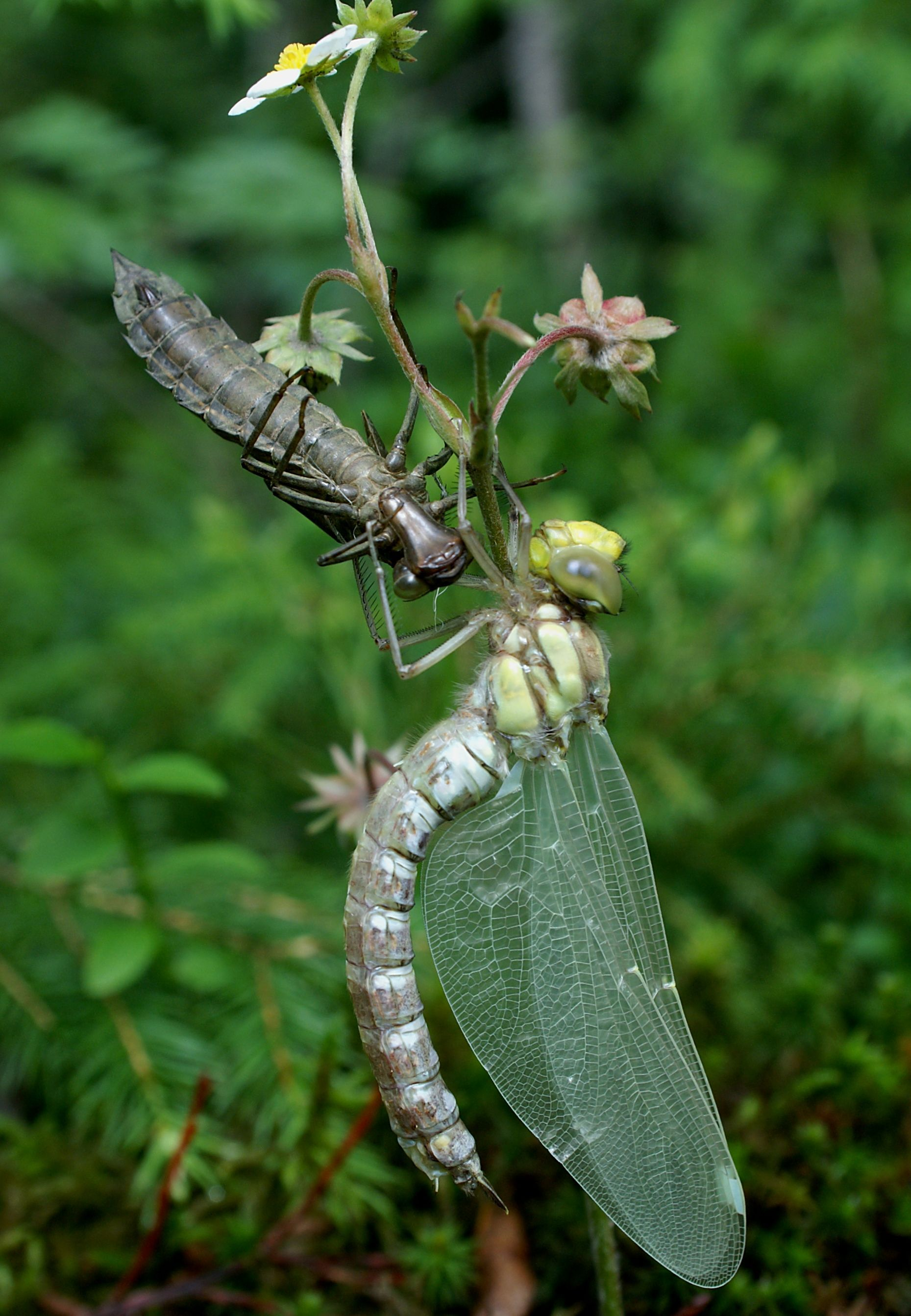
Female freshly emerged with larva skin
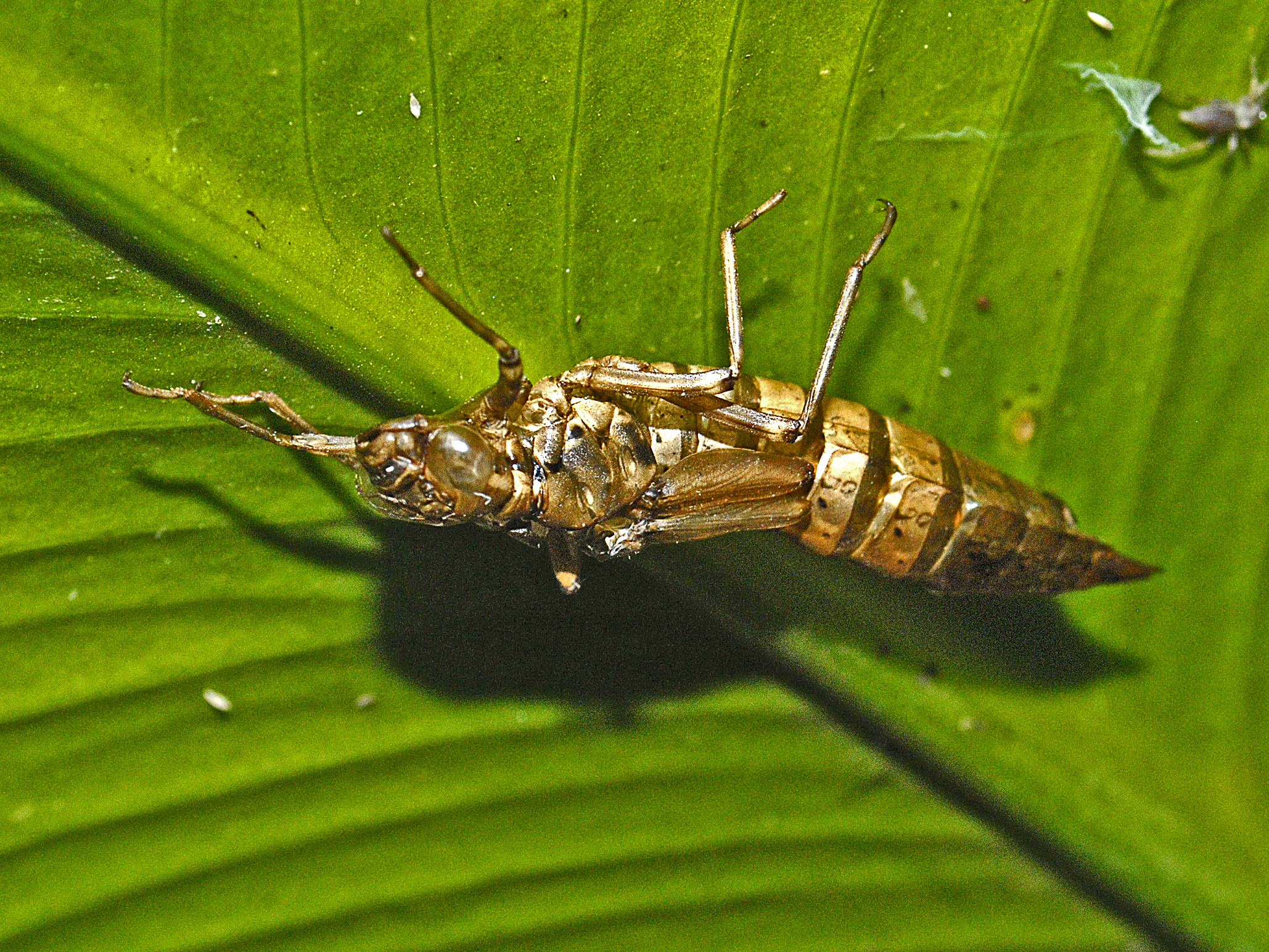
افکنه
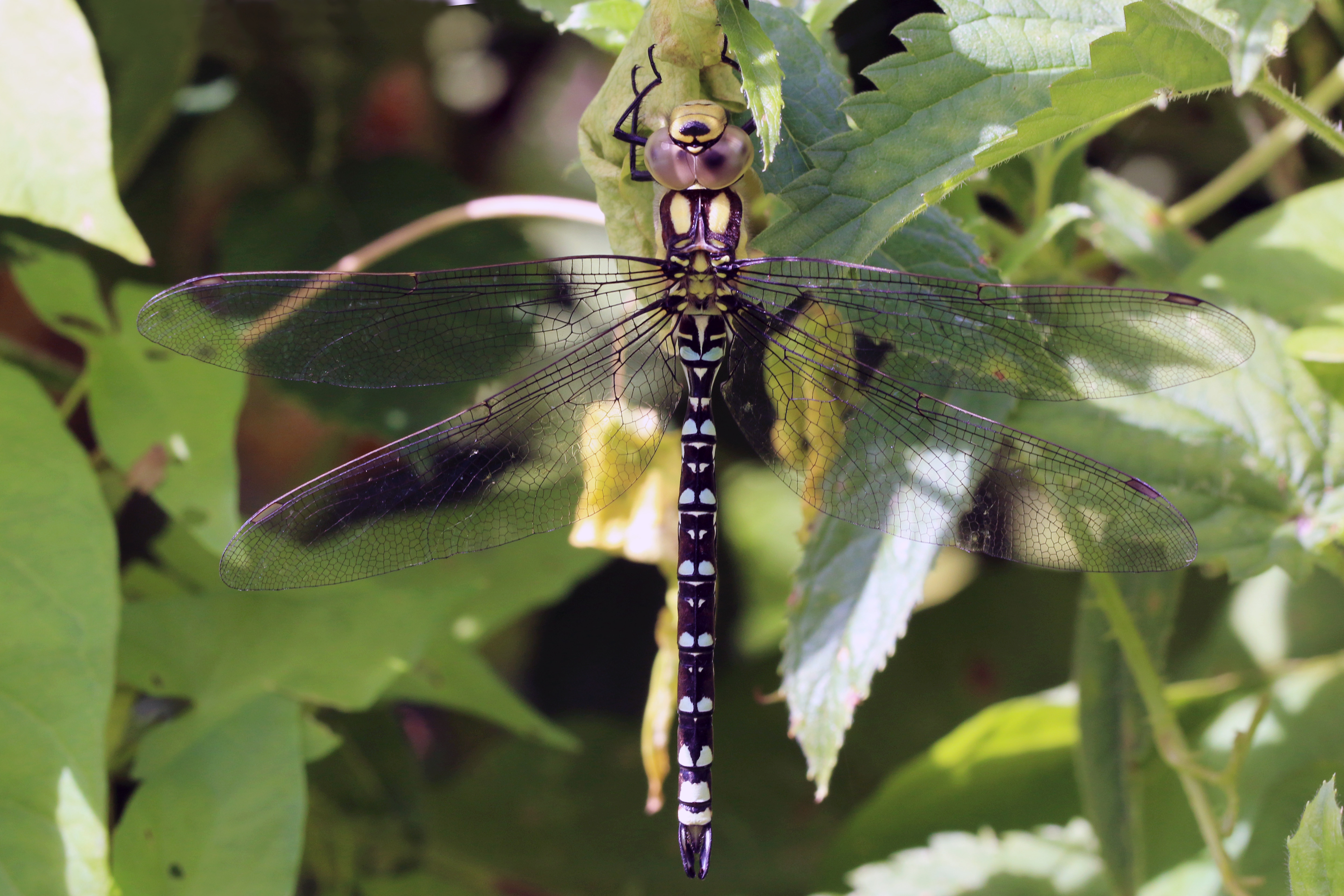
Immature male
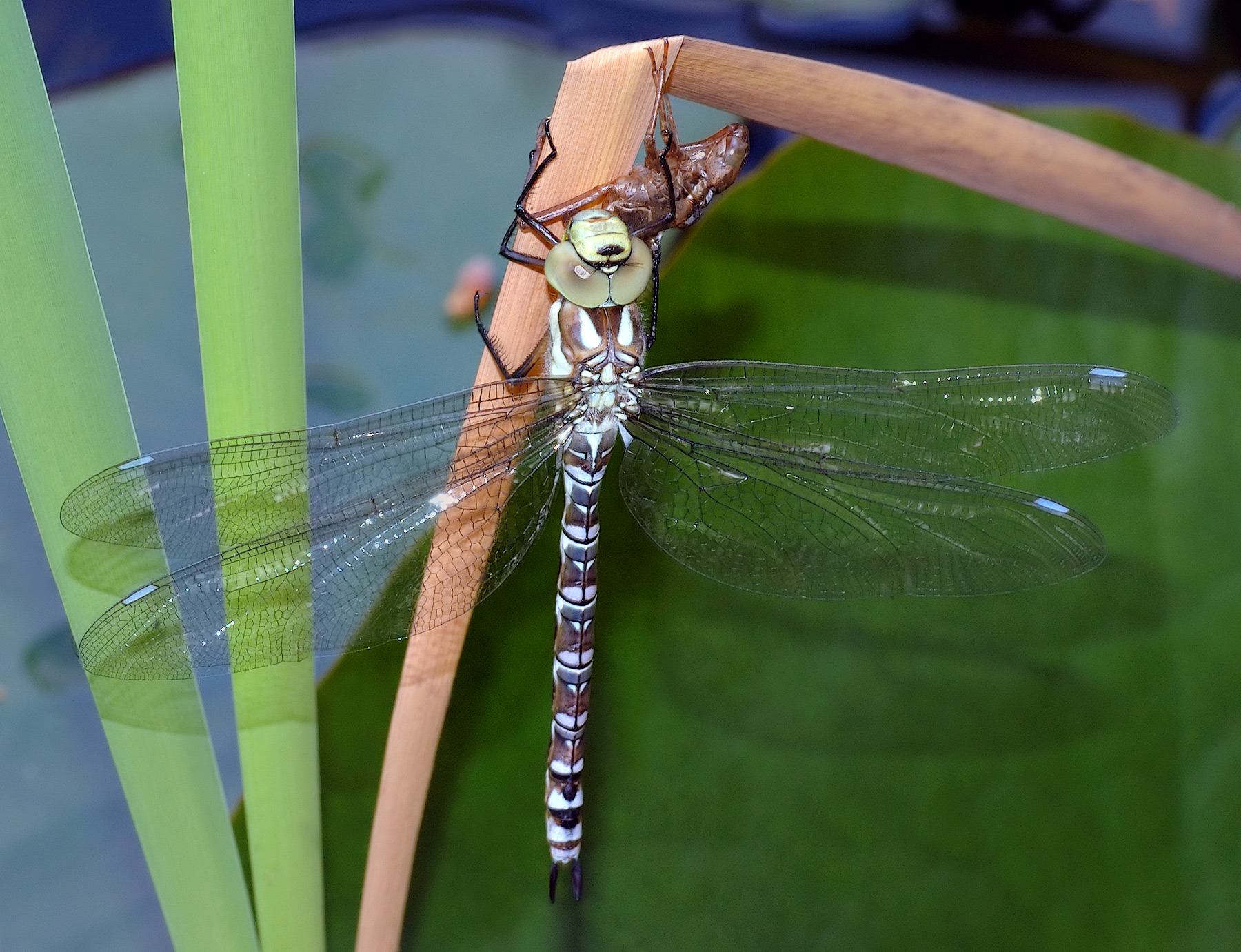
Immature female
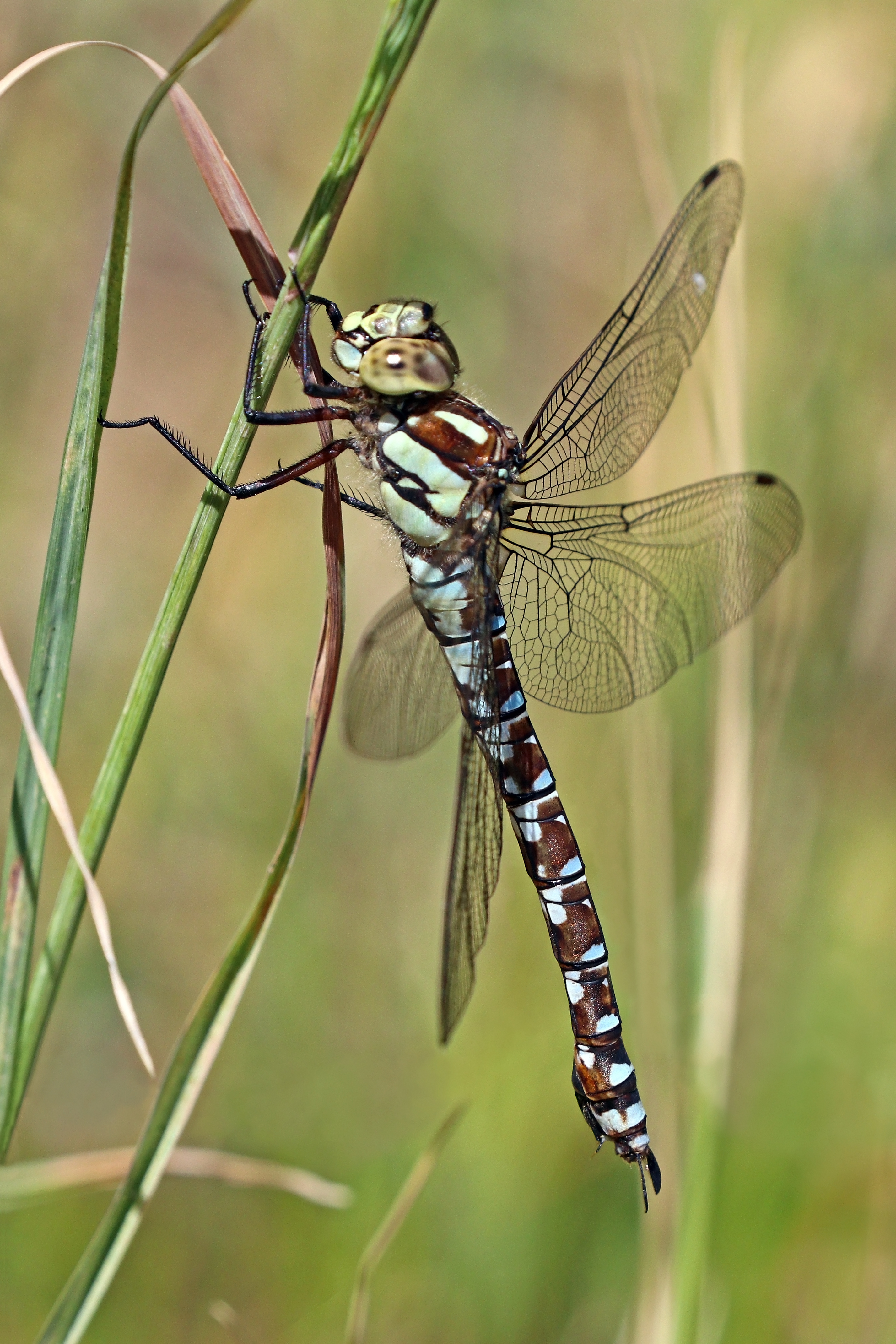
mature male, blue form
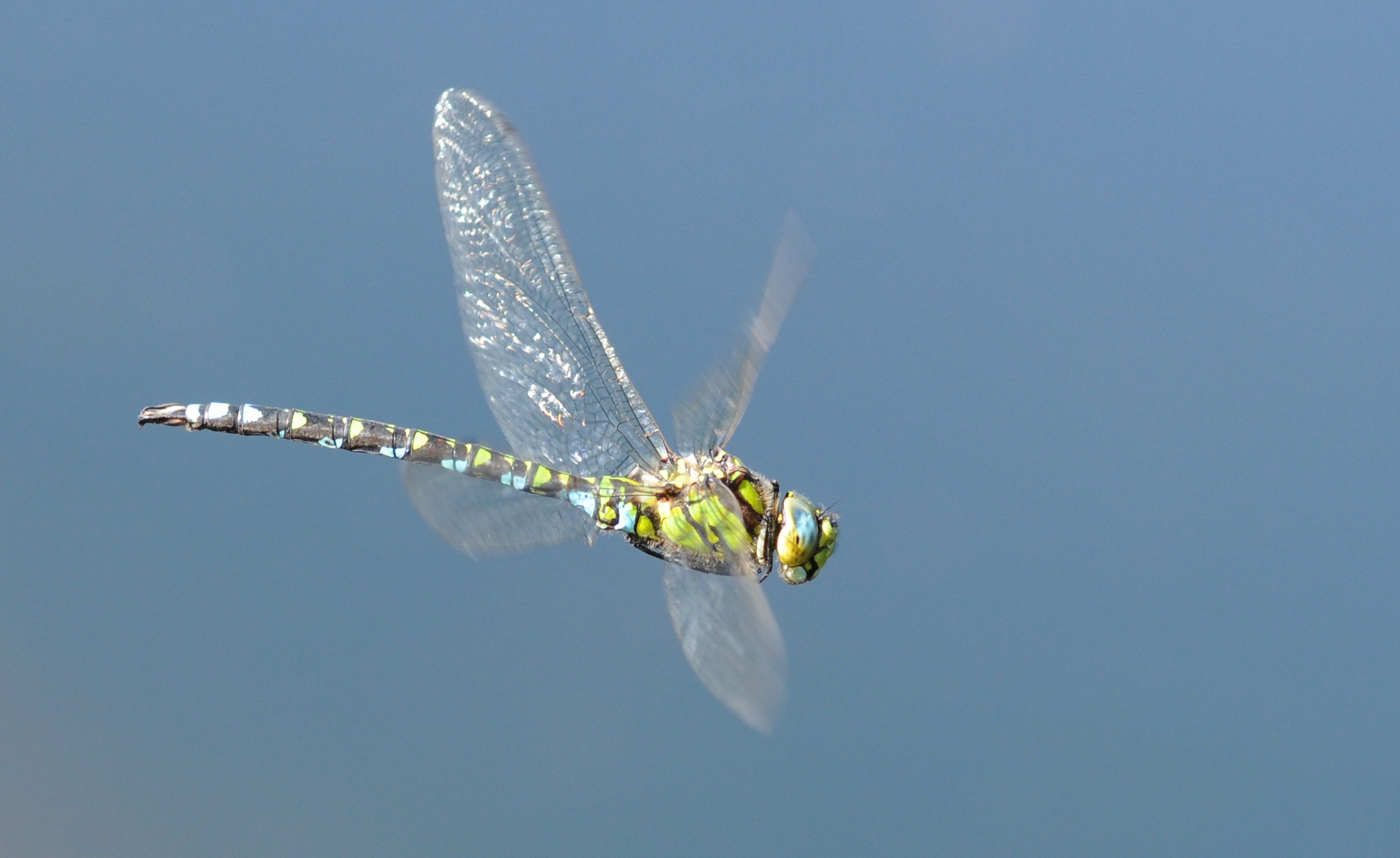
In flight
- ماده زنبور "Vespula vulgaris" را می خورد